# Charles Turner Joy
Pour les articles homonymes, voir Charles Turner (homonymie), Turner et Joy.
Charles Turner Joy (17 février 1895 - 6 juin 1956) est un officier de marine américain. Vice-amiral de la United States Navy pendant la Seconde Guerre mondiale et la guerre de Corée. Pendant les dernières années de sa carrière, il occupe le poste de Surintendant de la Naval Academy. Le destroyer USS Turner Joy (DD-951) a été nommé en son honneur.

### Sources et bibliographie
- Notices d'autorité :   - VIAF
  - ISNI
  - IdRef
  - LCCN
  - GND
  - Pays-Bas
  - Corée du Sud
  - WorldCat

- (en) Cet article est partiellement ou en totalité issu de l’article de Wikipédia en anglais intitulé « C. Turner Joy » (voir la liste des auteurs).
- Obitutuary, Los Angeles Times, 7 juin 1956, p. 7